# APICS
APICS The Association for Operations Management (APICS, z ang. APICS Stowarzyszenie dla zarządzania operacyjnego) – organizacja non-profit zajmująca się standaryzacją metod sterowania produkcją znanych jako MRP i MRPII. Została założona w 1957 roku jako American Production and Inventory Control Society (amerykańskie stowarzyszenie sterowania produkcją i zapasami). Prezentuje siebie jako "The Educational Society for Resource Management" zatem kładzie nacisk na szkolenie, a w ślad za tym certyfikację nabytych umiejętności (CPIM: Certification in Production and Inventory Management).

## Standardy APICS
Planowanie zapotrzebowania materiałowego (MRP, ang. material requirements planning) – podstawowy standard sterowania produkcją i zapasami na podstawie zadanych harmonogramów produkcji opracowano na przełomie lat 60. i 70. XX wieku.
Planowanie zasobów wytwórczych (MRP II, ang. manufacturing resource planning) to zbiór algorytmów planowania i zarządzania wszystkimi zasobami przedsiębiorstwa produkcyjnego, powstały w latach 80. z rozwinięca standardu MRP.
Aktualnie do standardu zalicza się takie elementy jak: obsługa zamówień, harmonogramowanie produkcji, rozwinięcia struktur materiałowych (BOM), marszruty i gniazda robocze, kontrolę zapasów, MRP, kontrolę produkcji (tzw. warsztatową), planowanie zdolności produkcyjnych (CRP), analizy kosztów, księgowanie zleceń produkcyjnych, obsługa należności, elektroniczna wymiana dokumentów (EDI), raportowanie dla kierownictwa.